# L'Île logique
L'Île logique est une compagnie de théâtre burlesque et clown, formellement une association loi de 1901 créée en 2006 par Cédric Aubouy, dont le but est de rendre les mathématiques plus accessibles et ludiques et d'éveiller l'esprit critique. Pour cela l'association crée et diffuse des spectacles de vulgarisation des sciences et plus particulièrement des mathématiques. La compagnie, basée en Bretagne, a développé au fil des années une pédagogie liant la pratique du clown au service des mathématiques. Aujourd'hui la compagnie utilise cette pédagogie à travers une dizaine de spectacles, mais aussi des ateliers de pratique de théâtre et mathématiques, des conférences, une chaîne Youtube, etc.

## Clown et mathématiques: liens et intérêts
Les mathématiques et le clown existent tous deux dans l'imaginaire. Le mathématicien a besoin de problèmes, le clown en a toujours. Si l'on peut trouver de nombreux liens entre les deux (intuition, créativité, cohérence, naïveté, sortie du cadre, absurde au sens mathématique du terme), le rapport constructif à l'échec et à l'erreur, motrice en mathématiques, est sans doute l'apport le plus pertinent que le clown peut fournir à celui qui cherche ou enseigne les mathématiques,.

## Projet
Le projet de la compagnie consiste, par différentes actions, à rendre les mathématiques plus accessibles, à sortir des stéréotypes liés aux mathématiques et à développer l'esprit critique. Par exemple, lutter contre l'idée qu'il faudrait un don pour réussir en mathématiques, s'y intéresser ou progresser en mathématiques : c'est faux ; certes, des facilités peuvent se manifester, mais la réussite en mathématiques provient surtout de la curiosité, du travail, de l'errance, de l'intérêt et l'acceptation de l'erreur. Elles sont ludiques et demandent d'accepter de procéder par essais-erreurs. Ce qui est un frein majeur à l'accès aux mathématiques : refuser de tâtonner. Les mathématiques ne sont pas froides et rationnelles, elles font appel à l'imaginaire, à l'intuition et à la poésie.

## Soutiens
La compagnie est soutenue par la fondation Blaise Pascal depuis les débuts de celle-ci et a reçu un « coup de cœur » du jury du prix d'Alembert, attribué par la Société mathématique de France, en 2012.
La compagnie est soutenue chaque année par le conseil départemental du Morbihan à travers les actions des livrets pédagogiques.
La compagnie a été admise en 2022 au programme Pass Culture dans le volet Éducation nationale (Adage).